# Karlstift
Karlstift ist eine Ortschaft in der Marktgemeinde Bad Großpertholz in Niederösterreich mit 132 Einwohnern (Stand 1. Jänner 2024).

## Geographie
Karlstift liegt sieben Kilometer südwestlich von Bad Großpertholz am Zusammenschluss der Gmünder Straße mit der Böhmerwald Straße, die nach Freistadt führt. Zur Ortschaft gehören auch die Rotte Stadlberg und die Streusiedlungen Eichelberg und Gugu. 
Am 1. April 2020 umfasste die Ortschaft 155 Adressen.
Auf den nordwestlich liegenden Eichelberg (1954 m ü. A.), auch Aichelberg genannt, führt seit 1970 der Aichelberglift, der zusammen mit den Langlaufloipen eine beliebte Wintersportstätte mit regionaler Bedeutung darstellt. Nordwestlich des Ortes befindet sich mit dem Tischberg der höchste Berg des Waldviertels.
Karlstift liegt an mehreren Weitwanderwegen, dem Nord-Süd-Weitwanderweg, dem Nordwaldkammweg sowie den Europäischen Fernwanderwegen E6 und E8.

## Geschichte
Die Siedlung Karlstift entstand, als Karl von Hackelberg-Landau (1643–1710) seine Glashütte von Reichenau am Freiwald dorthin verlegte. Der Ort wurde sodann nach ihm benannt. Erstmals erwähnt wurde „Carlstüft“ im Jahr 1668 im Taufbuch der Pfarre Großpertholz. Als die Glashütte 1752 abbrannte, verlegte sie sein Sohn Karl von Hackelberg-Landau westwärts und benannte sie nach seinem Sohn Ehrenreichstal. An der Stelle der abgebrannten Glashütte entstand der herrschaftliche Meierhof und Karlstift blieb als Holzfällersiedlung bestehen. Infolge des Aufschwungs der Holzindustrie wuchs der Ort bis ins 20. Jahrhundert.
Im Jahr 1822 wurde der Ort als Dorf mit 84 Häusern genannt, das über eine Pfarre und eine Schule verfügte. Die Herrschaft Großpertholz besaß die Ortsobrigkeit, besorgte die Konskription und hatte die Grundherrschaft inne. Die Landgerichtsbarkeit wurde von der Herrschaft Weitra ausgeübt.
Im 19. und frühen 20. Jahrhundert bildete der Stierhübelteich zusammen mit dem westlich gelegenen Höllauteich und den östlichen Teichen Kolmteich (früher auch Kohlenteich) und Muchenteich den Beginn der über die Waldaist führenden Triftanlage. Die Holzschwemme auf der Aist endete im Ort Au in der Gemeinde Naarn im Machlande, wo sich ein bedeutender Flößerhafen befand.
1850 konstituierte sich Karlstift als eigene Gemeinde, welche sich 1971 der Gemeinde Großpertholz anschloss.
Laut Adressbuch von Österreich besaß der Ort im Jahr 1938 eine Pfarre, eine zweiklassige Volksschule, einen Gendarmerieposten und ein Post- und Telegrafenamt sowie zwei Gastwirte, zwei Gemischtwarenhandlungen, zwei Trafiken und mehrere Handwerksbetriebe und Landwirte.

## Sehenswürdigkeiten
- Pfarrkirche St. Karl Borromäus